# ياسمين الدباغ
ياسمين عمرو الدباغ (وُلدت في 22 سبتمبر 1997) هي رياضية سعودية متخصصة في العدو السريع.
نافست الدباغ الدورة الألعاب الأولمبية الصيفية 2020 في سباقات 100 متر سيدات،  كما ومُنحت شرف أن تكون حاملة علم بلادها في حفل الافتتاح. 

## وصلات خارجية
- نبذة عن ياسمين الدباغ  على موقع الاتحاد الدولي لألعاب القوى